# Кора
Вижте пояснителната страница за други значения на Кора.
Кората (на латински: Cortex) е най-външният слой на стъблата и корените на дървесните растения. Растенията с кора включват дърветата, лозите и храстите. Терминът „кора“ се отнася до всички тъкани извън сърцевината на дървото и е нетехническо понятие. Състои се от вътрешна и външна кора. Вътрешната кора в по-старите корени е жива тъкан и включва най-вътрешната зона на перидерма. Външната кора в по-възрасните стъбла включва мъртвата тъкан на повърхността на стъблата, заедно с части на вътрешната перидерма и всички тъкани на външната страна на перидерма. Външната кора на дърветата се нарича още ритодерма.
Хората използват редица продукти, извлечени от дървесна кора: листи от кора за стенни покрития, подправки и други ароматични продукти, танинова кора, смола, латекс, лекарства, отрови, химикали и различни видове корк. Кората в миналото е била използвана за правене на платове, канута, въжета, като повърхност за рисуване и правене на карти. Голям брой растения се отглеждат заради атрактивните и интересни кори, като повърхностни текстури или тяхната кора се използва за пейзажни дейности (мулч).